# Boso I. (Provence)
Boso I. (* 895; † 935) aus der Familie der Buviniden war Graf von Provence. Er war ein Sohn von Richard dem Gerichtsherrn, Herzog von Burgund und Adelheid von Burgund (Welfen). Sein Bruder war der französische König Rudolf von Burgund. Ländereien und Tätigkeit Bosos lagen vor allem in Lothringen, wo er in Konkurrenz zu König Heinrich I. stand. Am 15. November 923 tötete er Graf Richwin von Verdun, vermutlich angestiftet von dessen Stiefsohn Adalbero, auf dessen Krankenlager.
Boso heiratete um 928 Berta von Arles († 965), Tochter von Boso von Tuscien, 911/31 Graf von Avignon und Vaisin, 926/31 Graf von Arles, 931/36 Markgraf von Tuscien (Bosoniden), und Willa. Als Bosos Schwiegervater seinem Bruder Hugo, der 926 König von Italien geworden war, 931 nach Italien folgte, und dort Markgraf von Tuscien wurde, übernahm Boso I. dessen Nachfolge in Avignon und Arles. Er gilt als der erste Graf von Provence.
Bosos Ehe blieb ohne Erben. Berta heiratete um 936 in zweiter Ehe Raimund I., Graf von Rouergue, Markgraf von Septimanien, 936 Herzog von Aquitanien († 961/65) (Haus Toulouse). Bosos Nachfolger wurde sein jüngerer Bruder Hugo der Schwarze.